# Lịch sử hành chính Bắc Ninh

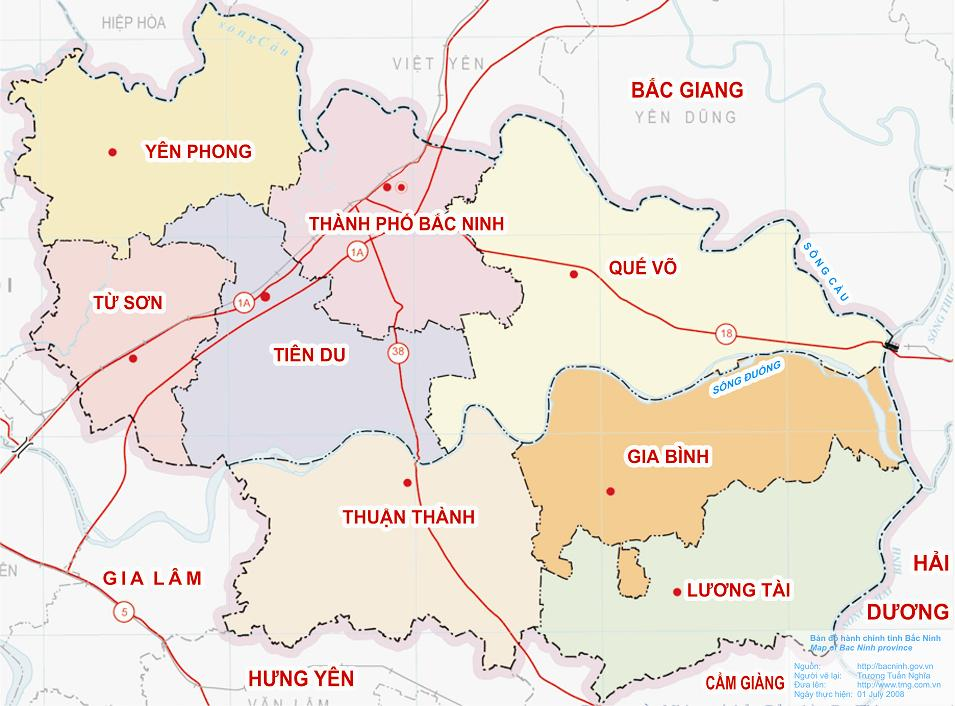
Bản đồ hành chính Bắc Ninh

Bắc Ninh là một tỉnh của Việt Nam, với vị trí nằm trong Vùng thủ đô Hà Nội, thuộc vùng Đồng bằng sông Hồng. Tỉnh cũng nằm trong Vùng kinh tế trọng điểm Bắc bộ của Việt Nam. Với diện tích 822,71 km² và dân số 1,48 triệu người (2022), Bắc Ninh là tỉnh có diện tích nhỏ nhất Việt Nam. Bắc Ninh có 8 đơn vị hành chính cấp huyện, gồm 2 thành phố, 2 thị xã và 4 huyện.

## Thành lập tỉnh Bắc Ninh

Tỉnh Bắc Ninh trên bản đồ Đại Nam năm 1838

Thời vua Minh Mạng, để nhất thể hóa các đơn vị hành chính trong cả nước, năm 1831–1832 nhà vua thực hiện một cuộc cải cách hành chính lớn, theo đó bỏ các tổng trấn, đổi các dinh, trấn thành tỉnh và đây là lần đầu tiên đơn vị hành chính tỉnh xuất hiện ở Việt Nam.
Tỉnh Bắc Ninh lúc này kế thừa của xứ Kinh Bắc gồm 4 phủ (20 huyện). Cụ thể, đó là các phủ và huyện sau:
- Phủ Bắc Hà gồm 4 huyện: Tân Phúc (Sóc Sơn), Kim Hoa (nay gồm Mê Linh, Đông Anh, Sóc Sơn của Hà Nội, thành phố Phúc Yên của Vĩnh Phúc), Hiệp Hoà, Việt Yên (Bắc Giang).
- Phủ Lạng Giang gồm 6 huyện: Phượng Nhỡn (Lục Nam + 1 phần Yên Dũng), Yên Dũng, Bảo Lộc (Lạng Giang + Tân Yên), Yên Thế, Lục Ngạn (đều thuộc Bắc Giang) và Hữu Lũng (thuộc tỉnh Lạng Sơn).
- Phủ Thuận An gồm 5 huyện: Thuận Thành, Gia Bình, Lương Tài (Bắc Ninh); Gia Lâm (từ 1961 thuộc Hà Nội); Văn Giang (từ 1947 thuộc Hưng Yên).
- Phủ Từ Sơn gồm 5 huyện của Bắc Ninh: Đông Ngàn (Từ Sơn hiện nay), Yên Phong, Tiên Du, Quế Dương, Võ Giàng (năm 1962, Quế Dương và Võ Giàng được sáp nhập thành Quế Võ).

Diện tích tỉnh Bắc Ninh lúc bấy giờ tương đương 5.562,39 km² ứng với các đơn vị hành chính cấp huyện hiện nay là: toàn bộ 8 đơn vị hành chính của Bắc Ninh, 9 đơn vị hành chính của Bắc Giang (trừ Sơn Động); 1 đơn vị hành chính của Lạng Sơn (Hữu Lũng); 1 đơn vị hành chính của Hưng Yên (Văn Giang); và 5 đơn vị hành chính của Hà Nội (Đông Anh, Gia Lâm, Long Biên, Mê Linh, Sóc Sơn).

## Thời kỳ hiện đại

### Thời kỳ Pháp thuộc (1858–1945)

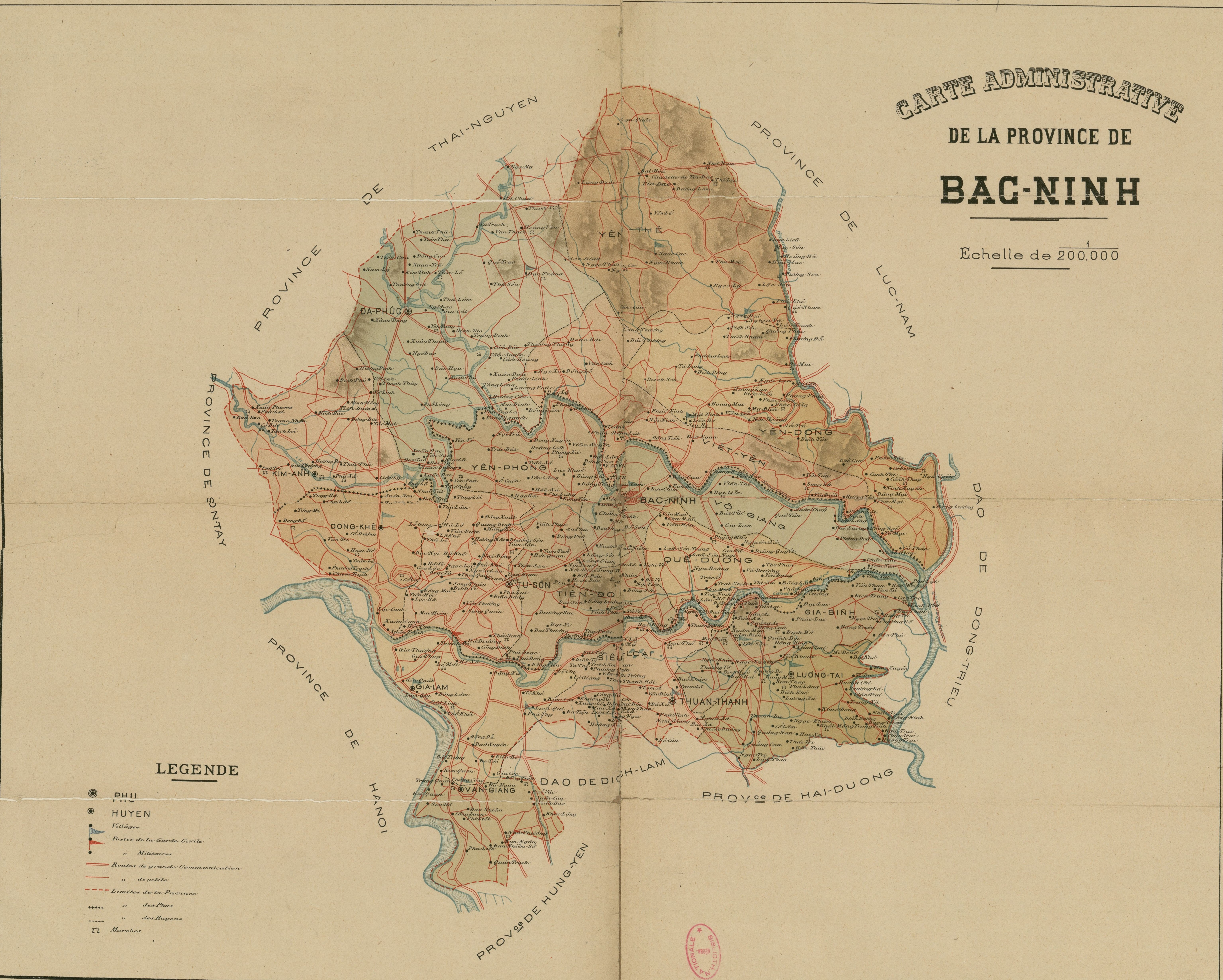
Bản đồ tỉnh Bắc Ninh năm 1891

Ngày 5 tháng 11 năm 1889, tách các huyện Lục Ngạn, Bảo Lộc (Lạng Giang + Tân Yên), Phượng Nhỡn (Lục Nam + 1 phần huyện Yên Dũng), Hữu Lũng để thành lập tỉnh Lục Nam. Tháng 9 năm 1891, tỉnh Lục Nam bị giải thể, hai huyện Bảo Lộc và Phượng Nhỡn được trả về tỉnh Bắc Ninh. Năm 1895, tách phủ Lạng Giang ra lập tỉnh Bắc Giang, huyện Hữu Lũng nhập vào tỉnh Lạng Sơn. Năm 1903, tách các huyện Đông Anh, Kim Anh, Đa Phúc nhập vào tỉnh Phúc Yên.
Nói về vùng văn hoá Kinh Bắc, bởi Bắc Ninh vốn được coi là trung tâm của trấn Kinh Bắc, nên cái tên Kinh Bắc thường được nói kèm với Bắc Ninh như Bắc Ninh – Kinh Bắc. Vì vậy trên phương tiện truyền thông ngày nay thường có sự hiểu lầm về địa danh này mặc định chỉ riêng về Bắc Ninh, trong khi vùng văn hoá Kinh Bắc là bao gồm: tỉnh Bắc Ninh, cả tỉnh Bắc Giang (không phải một phần như một số tài liệu) và một phần Hà Nội, Hưng Yên, Lạng Sơn.

### Thời kỳ chiến tranh và thời kỳ đầu sau thống nhất (1946–1996)
Sau Cách mạng tháng Tám thành công, bỏ cấp phủ, gọi chung là huyện. Tổ chức hành chính trên địa bàn gồm thị xã Bắc Ninh và 10 huyện, trong đó có 5 huyện phía bắc sông Đuống: Tiên Du, Từ Sơn, Yên Phong, Quế Dương, Võ Giàng và 5 huyện thuộc phủ Thận An xưa và nam sông Đuống là: Gia Bình, Lương Tài, Thuận Thành, Gia Lâm, Văn Giang. Năm 1947, huyện Văn Giang được sáp nhập vào tỉnh Hưng Yên. Ngày 28 tháng 11 năm 1948, huyện Gia Lâm sáp nhập vào tỉnh Hưng Yên nhưng đến ngày 7 tháng 11 năm 1949 lại sáp nhập trở lại tỉnh Bắc Ninh. Cũng trong năm 1949, hợp nhất một số xã thuộc các huyện Từ Sơn, Võ Giàng, Gia Bình; chuyển xã Tiền Phong của huyện Từ Sơn về huyện Gia Lâm quản lý. Năm 1950, hợp nhất huyện Gia Bình và huyện Lương Tài thành một huyện lấy tên là huyện Gia Lương.
Ngày 26 tháng 4 năm 1951, Nghị định số 2198– PTH/NĐ của Thủ hiến Bắc Việt – thành lập thị xã Bắc Ninh trên cơ sở ba trấn Bắc Ninh, Thị Cầu và Đáp Cầu. Năm 1951, chuyển xã Tiền Phong thuộc huyện Gia Lâm về huyện Từ Sơn quản lý; chia tách một số xã thuộc huyện Gia Lương. Năm 1955, chia xã Thái Bảo thành 2 xã Thái Bảo và Đại Lai thuộc huyện Gia Lương. Năm 1957, chia xã Phong Khê thành 2 xã Phong Khê và Khúc Xuyên thuộc huyện Yên Phong. Năm 1959, thành lập thị trấn Từ Sơn và thị trấn Yên Viên thuộc huyện Từ Sơn. Năm 1961, toàn bộ huyện Gia Lâm và một số xã, thị trấn của các huyện Từ Sơn, Tiên Du, huyện Thuận Thành được sáp nhập vào thành phố Hà Nội.
Năm 1962, hai tỉnh Bắc Ninh và Bắc Giang hợp nhất thành một tỉnh lấy tên là tỉnh Hà Bắc. Cùng năm, hợp nhất huyện Quế Dương và Võ Giàng thành một huyện lấy tên là huyện Quế Võ. Năm 1963, hợp nhất huyện Tiên Du và huyện Từ Sơn thành một huyện lấy tên là huyện Tiên Sơn, đồng thời điều chỉnh địa giới huyện Yên Phong và huyện Từ Sơn. Năm 1966, hợp nhất một số xã thuộc huyện Thuận Thành. Năm 1980, sáp nhập xã An Bình thuộc huyện Gia Lương vào huyện Thuận Thành. Năm 1985, sáp nhập xã Đại Phúc của huyện Quế Võ và xã Võ Cường thuộc huyện Tiên Sơn vào thị xã Bắc Ninh. Năm 1995, thành lập thị trấn Phố Mới thuộc huyện Quế Võ.

### Tỉnh Bắc Ninh từ năm 1996 đến năm 2025
Năm 1996, tỉnh Bắc Ninh được tái lập, với 6 đơn vị hành chính gồm thị xã Bắc Ninh và 5 huyện Gia Lương, Quế Võ, Thuận Thành, Tiên Sơn, Yên Phong. Năm 1997, thành lập thị trấn Hồ thuộc huyện Thuận Thành trên cơ sở một phần xã Song Hồ và xã Gia Đông. Năm 1998, thành lập thị trấn huyện lị thuộc các huyện Yên Phong, Gia Lương và Tiên Sơn, trong đó, thị trấn Chờ thuộc huyện Yên Phong được thành lập trên cơ sở toàn bộ xã Hàm Sơn; thị trấn Thứa thuộc huyện Gia Lương được thành lập trên cơ sở toàn bộ xã Phá Lãng; thị trấn Lim thuộc huyện Tiên Sơn được thành lập trên cơ sở toàn bộ xã Vân Tương.
Tháng 8 năm 1999, các huyện Gia Lương và Tiên Sơn được chia tách thành các huyện như cũ. Huyện Tiên Sơn được chia thành 2 huyện Tiên Du và Từ Sơn, trong đó huyện Tiên Du gồm 16 đơn vị hành chính trực thuộc là các xã Cảnh Hưng, Đại Đồng, Hạp Lĩnh, Hoàn Sơn, Hiên Vân, Khắc Niệm, Liên Bão, Lạc Vệ, Nội Duệ, Minh Đạo, Phú Lâm, Phật Tích, Tân Chi, Tri Phương, Việt Đoàn và thị trấn Lim; còn huyện Từ Sơn gồm 11 đơn vị hành chính trực thuộc là các xã Châu Khê, Đình Bảng, Đồng Quang, Đồng Nguyên, Hương Mạc, Phù Chẩn, Phù Khê, Tân Hồng, Tam Sơn, Tương Giang và thị trấn Từ Sơn. Huyện Gia Lương được chia thành 2 huyện Gia Bình và Lương Tài, trong đó, huyện Gia Bình gồm 13 đơn vị hành chính trực thuộc là các xã Vạn Ninh, Cao Đức, Bình Dương, Thái Bảo, Nhân Thắng, Xuân Lai, Đại Lai, Song Giang, Giang Sơn, Đông Cứu, Lãng Ngâm, Đại Bái và Quỳnh Phú; còn huyện Lương Tài gồm 14 đơn vị hành chính trực thuộc là các xã Quảng Phú, Tân Lãng, Bình Định, Lâm Thao, Phú Lương, Trung Chính, Trừng Xá, Phú Hòa, Lai Hạ, Mỹ Hương, Minh Tân, An Thịnh, Trung Kênh và thị trấn Thứa.
Tháng 4 năm 2002, phường Suối Hoa thuộc thị xã Bắc Ninh được thành lập trên cơ sở một phần xã Vũ Ninh, Kinh Bắc và Đại Phúc, với 118,5 ha diện tích tự nhiên và 5.081 nhân khẩu; còn thị trấn Gia Bình thuộc huyện Gia Bình được thành lập trên cơ sở một phần xã Xuân Lai, Đại Bái, Đông Cứu, với 436,39 ha diện tích tự nhiên và 7.672 nhân khẩu. Tháng 8 năm 2003, 3 phường Vũ Ninh, Kinh Bắc và Đại Phúc thuộc thị xã Bắc Ninh được thành lập trên cơ sở toàn bộ 3 xã có tên tương ứng.
Năm 2006, thành phố Bắc Ninh được thành lập trên cơ sở toàn bộ thị xã Bắc Ninh cũ, với 26,34 km² diện tích tự nhiên và 121.028 nhân khẩu; thành phố gồm 10 đơn vị hành chính trực thuộc gồm 9 phường Đáp Cầu, Thị Cầu, Vũ Ninh, Suối Hoa, Tiền An, Ninh Xá, Vệ An, Kinh Bắc, Đại Phúc và xã Võ Cường. Năm 2007, điều chỉnh địa giới các huyện Yên Phong, Quế Võ, Tiên Du để mở rộng thành phố Bắc Ninh, trong đó sáp nhập toàn bộ 4 xã Hoà Long, Vạn An, Khúc Xuyên, Phong Khê thuộc huyện Yên Phong, 3 xã Kim Chân, Vân Dương, Nam Sơn thuộc huyện Quế Võ và 2 xã Khắc Niệm, Hạp Lĩnh thuộc huyện Tiên Du vào thành phố Bắc Ninh; đồng thời, phường Võ Cường cũng được thành lập trên cơ sở toàn bộ xã Võ Cường.
Tháng 9 năm 2008, thị xã Từ Sơn được thành lập trên cơ sở 61,33 km² diện tích tự nhiên và 143.843 nhân khẩu của huyện Từ Sơn, với 12 đơn vị hành chính trực thuộc, bao gồm 7 phường và 5 xã. Các phường thuộc thị xã Từ Sơn được thành lập gồm phường Đông Ngàn được thành lập trên cơ sở một phần các xã Đồng Nguyên, Tân Hồng, Đình Bảng, Đồng Quang và toàn bộ thị trấn Từ Sơn; phường Đồng Kỵ được thành lập trên cơ sở một phần xã Đồng Quang; phường Trang Hạ được thành lập trên cơ sở phần còn lại xã Đồng Quang; phường Đồng Nguyên được thành lập trên cơ sở phần còn lại xã Đồng Nguyên; phường Tân Hồng được thành lập trên cơ sở phần còn lại xã Tân Hồng; phường Đình Bảng được thành lập trên cơ sở phần còn lại xã Đình Bảng; phường Châu Khê được thành lập trên cơ sở toàn bộ xã Châu Khê. Năm 2010, thành lập 3 phường Vạn An, Vân Dương và Hạp Lĩnh thuộc thành phố Bắc Ninh trên cơ sở toàn bộ 3 xã có tên tương ứng. Năm 2013, thành lập 3 phường Khắc Niệm, Khúc Xuyên, Phong Khê thuộc thành phố Bắc Ninh trên cơ sở toàn bộ 3 xã có tên tương ứng.
Ngày 25 tháng 12 năm 2017, thành phố Bắc Ninh được công nhận là đô thị loại I trực thuộc tỉnh Bắc Ninh. Năm 2019, thành lập 3 phường Hòa Long, Kim Chân, Nam Sơn thuộc thành phố Bắc Ninh trên cơ sở toàn bộ 3 xã có tên tương ứng. Sau thời điểm này, thành phố Bắc Ninh có 19 phường. Ngày 1 tháng 12 năm 2018, thị xã Từ Sơn được công nhận đô thị loại III trực thuộc tỉnh Bắc Ninh. Ngày 28 tháng 7 năm 2020, Bộ Xây dựng công nhận thị trấn Phố Mới mở rộng, huyện Quế Võ đạt tiêu chí đô thị loại IV. Ngày 11 tháng 11 năm 2020, Bộ Xây dựng công nhận thị trấn Hồ mở rộng, huyện Thuận Thành đạt tiêu chí đô thị loại IV. Ngày 12 tháng 1 năm 2021, Ủy ban Thường vụ Quốc hội ban hành Nghị quyết 1191/NQ–UBTVQH14 về việc thành lập các phường thuộc thị xã Từ Sơn (nghị quyết có hiệu lực từ ngày 1 tháng 2 năm 2021). Theo đó, thành lập 5 phường: Hương Mạc, Phù Chẩn, Phù Khê, Tam Sơn, Tương Giang trên cơ sở toàn bộ diện tích và dân số của 5 xã có tên tương ứng. Từ đó, thị xã Từ Sơn có 12 phường.
Ngày 22 tháng 9 năm 2021, Ủy ban Thường vụ Quốc hội ban hành Nghị quyết 387/NQ–UBTVQH15 về việc thành lập thành phố Từ Sơn thuộc tỉnh Bắc Ninh trên cơ sở toàn bộ diện tích và dân số của thị xã Từ Sơn (nghị quyết có hiệu lực từ ngày 1 tháng 11 năm 2021). Ngày 13 tháng 2 năm 2023, Ủy ban Thường vụ Quốc hội ban hành Nghị quyết số 723/NQ–UBTVQH15 (nghị quyết có hiệu lực từ ngày 10 tháng 4 năm 2023). Theo đó:
- Thành lập thị xã Quế Võ thuộc tỉnh Bắc Ninh trên cơ sở toàn bộ 155,11 km² diện tích tự nhiên và 219.929 người của huyện Quế Võ
- Thành lập 11 phường: Bằng An, Bồng Lai, Cách Bi, Đại Xuân, Nhân Hòa, Phố Mới, Phù Lương, Phương Liễu, Phượng Mao, Quế Tân, Việt Hùng thuộc thị xã Quế Võ trên cơ sở 11 xã, thị trấn có tên tương ứng.
- Thành lập thị xã Thuận Thành thuộc tỉnh Bắc Ninh trên cơ sở toàn bộ 117,83 km² diện tích tự nhiên và 199.577 người của huyện Thuận Thành
- Thành lập 10 phường: An Bình, Gia Đông, Hà Mãn, Hồ, Ninh Xá, Song Hồ, Thanh Khương, Trạm Lộ, Trí Quả, Xuân Lâm thuộc thị xã Thuận Thành trên cơ sở 10 xã, thị trấn có tên tương ứng.

Ngày 24 tháng 10 năm 2024, Ủy ban Thường vụ Quốc hội ban hành Nghị quyết số 1255/NQ-UBTVQH15 về việc sắp xếp đơn vị hành chính cấp xã của tỉnh Bắc Ninh giai đoạn 2023 – 2025 (nghị quyết có hiệu lực từ ngày 1 tháng 12 năm 2024). Theo đó:
- Sắp xếp các đơn vị hành chính cấp xã thuộc thành phố Bắc Ninh:
  - Thành lập phường Tiền Ninh Vệ trên cơ sở toàn bộ 0,33 km² diện tích tự nhiên, quy mô dân số là 9.890 người của phường Tiền An; toàn bộ 0,58 km² diện tích tự nhiên, quy mô dân số là 6.447 người của phường Vệ An và toàn bộ 0,82 km² diện tích tự nhiên, quy mô dân số là 15.036 người của phường Ninh Xá. Sau khi thành lập, phường Tiền Ninh Vệ có 1,73 km² diện tích tự nhiên và quy mô dân số là 31.373 người.
  - Sau khi sắp xếp, thành phố Bắc Ninh có 17 phường.
- Sắp xếp các đơn vị hành chính cấp xã thuộc thị xã Quế Võ:
  - Sáp nhập toàn bộ 6,02 km² diện tích tự nhiên và quy mô dân số là 5.221 người của xã Hán Quảng vào xã Chi Lăng. Sau khi nhập, xã Chi Lăng có 15,69 km² diện tích tự nhiên và quy mô dân số là 16.346 người.
  - Sau khi sắp xếp, thị xã Quế Võ có 20 đơn vị hành chính cấp xã, gồm 11 phường và 9 xã.
- Thành lập thị trấn thuộc huyện Gia Bình:
  - Thành lập thị trấn Nhân Thắng trên cơ sở toàn bộ 8,18 km² diện tích tự nhiên và quy mô dân số là 10.572 người của xã Nhân Thắng.
  - Sau khi thành lập thị trấn, huyện Gia Bình có 14 đơn vị hành chính cấp xã, gồm 12 xã và 2 thị trấn.
- Sắp xếp các đơn vị hành chính cấp xã thuộc huyện Lương Tài:
- Thành lập xã An Tập trên cơ sở toàn bộ 4,85 km² diện tích tự nhiên, quy mô dân số là 4.591 người của xã Lai Hạ và toàn bộ 5,31 km² diện tích tự nhiên, quy mô dân số là 7.662 người của xã Mỹ Hương. Sau khi thành lập, xã An Tập có 10,16 km² diện tích tự nhiên và quy mô dân số là 12.253 người.
  - Thành lập xã Quang Minh trên cơ sở toàn bộ 5,43 km² diện tích tự nhiên, quy mô dân số là 5.207 người của xã Trừng Xá và toàn bộ 5,99 km² diện tích tự nhiên, quy mô dân số là 5.697 người của xã Minh Tân. Sau khi thành lập, xã Quang Minh có 11,42 km² diện tích tự nhiên và quy mô dân số là 10.904 người.
  - Sau khi sắp xếp, huyện Lương Tài có 12 đơn vị hành chính cấp xã, gồm 11 xã và 1 thị trấn.

Sau khi sắp xếp các đơn vị hành chính cấp xã, tỉnh Bắc Ninh có 8 đơn vị hành chính cấp huyện, gồm 4 huyện, 2 thị xã và 2 thành phố; 121 đơn vị hành chính cấp xã, gồm 66 xã, 50 phường và 5 thị trấn.

#### Đơn vị hành chính cấp huyện
Dưới đây là danh sách các đơn vị hành chính cấp huyện và cấp xã của tỉnh Bắc Ninh tính đến trước ngày 12/06/2025.
| Danh sách các đơn vị hành chính cấp huyện tại Bắc Ninh | Danh sách các đơn vị hành chính cấp huyện tại Bắc Ninh | Danh sách các đơn vị hành chính cấp huyện tại Bắc Ninh | Danh sách các đơn vị hành chính cấp huyện tại Bắc Ninh | Danh sách các đơn vị hành chính cấp huyện tại Bắc Ninh | Danh sách các đơn vị hành chính cấp huyện tại Bắc Ninh |
| Mã hành chính                                          | Tên                                                    | Đon vị trực thuộc                                      | Diện tích (km²)                                        | Dân số (người)2024                                     | Mật độ dân số (người/km²)2024                          |
| ------------------------------------------------------ | ------------------------------------------------------ | ------------------------------------------------------ | ------------------------------------------------------ | ------------------------------------------------------ | ------------------------------------------------------ |
| 2 thành phố                                            |                                                        |                                                        |                                                        |                                                        |                                                        |
| 256                                                    | Thành phố Bắc Ninh                                     | 17 phường                                              | 82,6                                                   | 288.766                                                | 3.494                                                  |
| 261                                                    | Thành phố Từ Sơn                                       | 12 phường                                              | 61,1                                                   | 196.404                                                | 3.214                                                  |
|                                                        | Tổng các Thành phố                                     | 29 phường                                              | 143,7                                                  | 485.170                                                | 3.376                                                  |
| 2 thị xã                                               |                                                        |                                                        |                                                        |                                                        |                                                        |
| 259                                                    | Thị xã Quế Võ                                          | 11 phường, 9 xã                                        | 155,1                                                  | 223.964                                                | 1.444                                                  |
| 262                                                    | Thị xã Thuận Thành                                     | 10 phường, 8 xã                                        | 117,8                                                  | 201.970                                                | 1.715                                                  |
|                                                        | Tổng các Thị xã                                        | 21 phường, 17 xã                                       | 272,9                                                  | 425.934                                                | 1.561                                                  |
| 4 huyện                                                |                                                        |                                                        |                                                        |                                                        |                                                        |
| 258                                                    | Huyện Yên Phong                                        | 1 thị trấn, 13 xã                                      | 96,9                                                   | 196.175                                                | 2.025                                                  |
| 260                                                    | Huyện Tiên Du                                          | 1 thị trấn, 13 xã                                      | 95,6                                                   | 201.817                                                | 2.111                                                  |
| 263                                                    | Huyện Gia Bình                                         | 2 thị trấn, 12 xã                                      | 107,6                                                  | 132.297                                                | 1.230                                                  |
| 264                                                    | Huyện Lương Tài                                        | 1 thị trấn, 11 xã                                      | 105,9                                                  | 127.291                                                | 1.202                                                  |
|                                                        | Tổng các Huyện                                         | 5 thị trấn, 49 xã                                      | 406,0                                                  | 657.580                                                | 1.620                                                  |
|                                                        | Toàn tỉnh                                              | 50 phường, 5 thị trấn, 66 xã                           | 822,6                                                  | 1.568.684                                              | 1.907                                                  |

#### Đơn vị hành chính cấp xã
| STT | Đơn vị hành chính                | Số hộ (2025)       | Khu phố                                                                                 | Khu phố | Thôn                                                                                | Thôn                                                                                 |
| STT | Đơn vị hành chính                | Số hộ (2025)       | Loại 1 (từ 500 hộ trở lên)                                                              | Loại 2 (dưới 500 hộ) | Loại 1 (từ 350 hộ trở lên)                                                          | Loại 2 (dưới 350 hộ)                                                                 |
| --- | -------------------------------- | ------------------ | --------------------------------------------------------------------------------------- | --- | ----------------------------------------------------------------------------------- | ------------------------------------------------------------------------------------ |
| A   | Thành phố Bắc Ninh               | Thành phố Bắc Ninh | Thành phố Bắc Ninh                                                                      | Thành phố Bắc Ninh | Thành phố Bắc Ninh                                                                  | Thành phố Bắc Ninh                                                                   |
| 1   | Phường Tiền Ninh Vệ (17 Khu phố) | 7508               | Đọ Xá · Nguyễn Trãi · Ninh Vệ 3 · Ninh Vệ 4 · Ninh Vệ 5 · Vệ An 4                       | Khu phố Mới · Ninh Vệ 1 · Ninh Vệ 2 · Tiền An 1 · Tiền An 2 · Tiền An 3 · Tiền An 4 · Tiền An 5 · Vệ An 1 · Vệ An 2 · Vệ An 3 |                                                                                     |                                                                                      |
| 2   | Phường Vân Dương (5 Khu phố)     | 15013              | Lãm Làng · Chu Mẫu · Lãm Trại · Hai Vân · Vân Trại                                      | |                                                                                     |                                                                                      |
| 3   | Phường Thị Cầu (8 Khu phố)       | 4120               | Thị Cầu 1 · Thị Cầu 2 · Thị Cầu 3 · Thị Cầu 7                                           | Thị Cầu 4 · Thị Cầu 5 · Thị Cầu 6 · Thị Cầu 8                                                                                 |                                                                                     |                                                                                      |
| 4   | Phường Nam Sơn (9 Khu phố)       | 16712              | Đa Cấu · Đông Dương · Thái Bảo · Sơn Đông · Sơn Trung · Sơn Nam · Môn Tự · Tự Thôn      | Triều Thôn |                                                                                     |                                                                                      |
| 5   | Phường Vũ Ninh (8 Khu phố)       | 3954               | Thanh Sơn · Cô Mễ · Phúc Sơn                                                            | Đồng Trầm · Công Binh · Phương Vỹ · Suối Hoa · Thanh An                                                                       |                                                                                     |                                                                                      |
| 6   | Phường Phong Khê (4 Khu phố)     | 3283               | Dương Ổ · Châm Khê                                                                      | Đào Xá · Ngô Khê |                                                                                     |                                                                                      |
| 7   | Phường Đáp Cầu (7 Khu phố)       | 2622               | Đáp Cầu 3                                                                               | Đáp Cầu 1 · Đáp Cầu 2 · Đáp Cầu 4 · Đáp Cầu 5 · Đáp Cầu 6 · Đáp Cầu 10                                                        |                                                                                     |                                                                                      |
| 8   | Phường Khắc Niệm (7 Khu phố)     | 3727               | Khu phố Thượng                                                                          | Quế Sơn · Khu phố Đông · Khu phố Đoài · Khu phố Sơn · Tiền Ngoài · Tiền Trong                                                 |                                                                                     |                                                                                      |
| 9   | Phường Khúc Xuyên (2 Khu phố)    | 1286               | Khúc Toại                                                                               | Trà Xuyên |                                                                                     |                                                                                      |
| 10  | Phường Võ Cường (5 Khu phố)      | 12403              | Hòa Đình · Khả Lễ · Bồ Sơn · Xuân Ổ A · Xuân Ổ B                                        | |                                                                                     |                                                                                      |
| 11  | Phường Kim Chân (5 Khu phố)      | 1594               | Kim Đôi                                                                                 | Ngọc Đôi · Quỳnh Đôi · Đạo Chân · Phú Xuân                                                                                    |                                                                                     |                                                                                      |
| 12  | Phường Đại Phúc (11 Khu phố)     | 5825               | Đại Phúc 1 · Đại Phúc 2 · Đại Phúc 3 · Đại Phúc 5 · Đại Phúc 10                         | Đại Phúc 4 · Đại Phúc 6 · Đại Phúc 7 · Đại Phúc 8 · Đại Phúc 9 · Phố Vũ                                                       |                                                                                     |                                                                                      |
| 13  | Phường Hạp Lĩnh (4 Khu phố)      | 2556               | Khu phố Trần · Tiên Xá                                                                  | Khu phố Sơn · Khu phố Ất |                                                                                     |                                                                                      |
| 14  | Phường Vạn An (6 Khu phố)        | 2697               | Đương Xá 3 · Thụ Ninh · Thượng Đồng                                                     | Đương Xá 1 · Đương Xá 2 · Vạn Phúc                                                                                            |                                                                                     |                                                                                      |
| 15  | Phường Hòa Long (7 Khu phố)      | 3447               | Đẩu Hàn · Viêm Xá · Hữu Chấp                                                            | Xuân Ái · Xuân Đồng · Xuân Viên · Quả Cảm                                                                                     |                                                                                     |                                                                                      |
| 16  | Phường Suối Hoa (3 Khu phố)      | 2829               | Suối Hoa 1 · Suối Hoa 2 · Suối Hoa 3                                                    | |                                                                                     |                                                                                      |
| 17  | Phường Kinh Bắc (6 Khu phố)      | 3763               | Yên Mẫn · Thị Chung · Niềm Xá · Khu phố Yna · Khu phố Yna 2                             | Hồ Ngọc Lân |                                                                                     |                                                                                      |
| B   | Thành phố Từ Sơn                 | Thành phố Từ Sơn   | Thành phố Từ Sơn                                                                        | Thành phố Từ Sơn | Thành phố Từ Sơn                                                                    | Thành phố Từ Sơn                                                                     |
| 1   | Phường Đồng Nguyên (13 Khu phố)  | 6150               | Nguyễn Giáo · Tam Lư · Lễ Xuyên · Vĩnh Kiều 2                                           | 1 Cẩm Giang · 2 Cẩm Giang · 3 Cẩm Giang · 4 Cẩm Giang · 5 Cẩm Giang · 6 Cẩm Giang · Phố Mới · Vĩnh Kiều 1 · Vĩnh Kiều 3       |                                                                                     |                                                                                      |
| 2   | Phường Phù Chẩn (3 Khu phố)      | 7129               | Rích Gạo · Doi Sóc · Phù Lộc                                                            | |                                                                                     |                                                                                      |
| 3   | Phường Châu Khê (6 Khu phố)      | 4991               | Trịnh Xá · Trịnh Nguyễn · Đa Hội                                                        | Đa Vạn · Song Tháp · Đồng Phúc                                                                                                |                                                                                     |                                                                                      |
| 4   | Phường Tân Hồng (5 Khu phố)      | 5335               | Đại Đình · Dương Lôi · Trung Hòa · Nội Trì · Yên Lã                                     | |                                                                                     |                                                                                      |
| 5   | Phường Phù Khê (4 Khu phố)       | 3468               | Thượng · Đông · Tiến Bào · Nghĩa Lập                                                    | |                                                                                     |                                                                                      |
| 6   | Phường Tương Giang (6 Khu phố)   | 4145               | Tiêu Long · Tiêu Sơn · Hồi Quan · Hưng Phúc                                             | Tạ Xá · Tiêu Thượng |                                                                                     |                                                                                      |
| 7   | Phường Đông Ngàn (6 Khu phố)     | 3554               | Trần Phú · Phù Lưu                                                                      | Xuân Thụ · Lê Hồng Phong · Hoàng Quốc Việt · Minh Khai                                                                        |                                                                                     |                                                                                      |
| 8   | Phường Trang Hạ (3 Khu phố)      | 2448               | Trang Liệt                                                                              | Bính Hạ · Phố Mới |                                                                                     |                                                                                      |
| 9   | Phường Tam Sơn (4 Khu phố)       | 3909               | Dương Sơn · Phúc Tinh · Tam Sơn                                                         | Thọ Trai |                                                                                     |                                                                                      |
| 10  | Phường Đình Bảng (16 Khu phố)    | 7482               | Tân Lập · Thọ Môn · Phố Thượng · Long Vỹ · Xuân Đài · Thịnh Lang · Tỉnh Cầu · Trung Hòa | Bà La · Phố Hạ · Chùa Dận · Ao Sen · Phố Trầm · Phố Đình · Cao Lâm · Đền Rồng                                                 |                                                                                     |                                                                                      |
| 11  | Phường Đồng Kỵ (7 Khu phố)       | 4532               | Thanh Nhàn · Thanh Bình · Tân Thành · Phố Tư · Phố Nghè · Đồng Tiến · Đại ĐÌnh          | |                                                                                     |                                                                                      |
| 12  | Phường Hương Mạc (6 Khu phố)     | 5254               | Hương Mạc · Kim Thiều · Kim Bảng · Đồng Hương · Mai Động · Vĩnh Thọ                     | |                                                                                     |                                                                                      |
| C   | Thị xã Thuận Thành               | Thị xã Thuận Thành | Thị xã Thuận Thành                                                                      | Thị xã Thuận Thành | Thị xã Thuận Thành                                                                  | Thị xã Thuận Thành                                                                   |
| 1   | Phường Hồ (10 Khu phố)           | 4706               | Phố Hồ · Lạc Thổ Nam · Cả Đông Côi                                                      | Phố Mới · Đông Côi · Lạc Thổ Bắc · Lẽ Đông Côi · Bến Hồ · Chương Xá · Ấp Đông Côi                                             |                                                                                     |                                                                                      |
| 2   | Phường An Bình (6 Khu phố)       | 5039               | Phố Chợ · Phố Đường · Phố Giữa · Yên Ngô                                                | Nghi Khúc · Thường Vũ |                                                                                     |                                                                                      |
| 3   | Phường Gia Đông (3 Khu phố)      | 4422               | Ngọc Khám · Tam Á · Yên Nho                                                             | |                                                                                     |                                                                                      |
| 4   | Phường Hà Mãn (4 Khu phố)        | 1831               | Công Hà                                                                                 | Mẫn Xá Đông · Mẫn Xá Tây · Đông Cốc                                                                                           |                                                                                     |                                                                                      |
| 5   | Phường Ninh Xá (9 Khu phố)       | 3037               | Dư Xá                                                                                   | Bùi Xá · Trạm Trai · Chè · Dành · Hoàng Xá · Kênh · Phủ · Thiện Dũ                                                            |                                                                                     |                                                                                      |
| 6   | Phường Song Hồ (4 Khu phố)       | 1653               | Đạo Tú · Đông Khê                                                                       | Lạc Hoài · Tú Tháp |                                                                                     |                                                                                      |
| 7   | Phường Trạm Lộ (5 Khu phố)       | 2697               | Ngọc Nội · Nghi An                                                                      | Ngọc Trì · Thuận An · Đức Nhân                                                                                                |                                                                                     |                                                                                      |
| 8   | Phường Trí Quả (5 Khu phố)       | 2875               | Tư Thế · Văn Quan · Trà Lâm                                                             | Phương Quan · Xuân Quan |                                                                                     |                                                                                      |
| 9   | Phường Xuân Lâm (6 Khu phố)      | 3292               | Doãn Hạ · Đa Tiện                                                                       | Xuân Lê · Doãn Thượng · Đức Hiệp · Thanh Bình                                                                                 |                                                                                     |                                                                                      |
| 10  | Phường Thanh Khương (5 Khu phố)  | 2520               | Thanh Hoài · Khương Tự · Đại Tự                                                         | Thanh Tương · Lũng Khê |                                                                                     |                                                                                      |
| 11  | Xã Đại Đồng Thành (4 Thôn)       | 3355               |                                                                                         | | Đồng Văn                                                                            | Á Lữ · Đồng Đoài · Đồng Đông                                                         |
| 12  | Xã Đình Tổ (4 Thôn)              | 3187               |                                                                                         | | Bút Tháp · Đại Trạch · Đình Tổ · Phú Mỹ                                             |                                                                                      |
| 13  | Xã Hoài Thượng (9 Thôn)          | 3460               |                                                                                         | | Đại Mão · Ngọ Xá                                                                    | Bình Cầu · Đông Miếu · Lam Cầu · Nghĩa Vy · Dực Vy · Thượng Tri Ấp · Thượng Tri Làng |
| 14  | Xã Mão Điền (8 Thôn)             | 4486               |                                                                                         | | Thụy Mão · Ba xóm Ba · Công · Nội · Ngòi, Hồ, Tủng · Lũy, Hậu · Bàng, Cả, Đình, Mận | Táo                                                                                  |
| 15  | Xã Nghĩa Đạo (9 Thôn)            | 2815               |                                                                                         | | Đạo Xá · Nghĩa Thuận · Nghĩa Xá · Nhiễm Dương                                       | Đông Lĩnh · Đông Ngoại · Nội Trung · Phúc Lâm · Quang Hưng                           |
| 16  | Xã Ngũ Thái (5 Thôn)             | 2417               |                                                                                         | | Bùi Xá · Cửu Yên · Đồng Ngư · Liễu Ngạn                                             | Tứ Cờ                                                                                |
| 17  | Xã Nguyệt Đức (7 Thôn)           | 2803               |                                                                                         | | Điện Tiền · Kim Tháp · Lê Xá · Thư Đôi                                              | Quán Tranh · Yên Nhuế                                                                |
| 18  | Xã Song Liễu (5 Thôn)            | 1410               |                                                                                         | | Liễu Khê                                                                            | Bến Long · Liễu Lâm · Ngọc Lâm · Ngọc Tỉnh                                           |
| D   | Thị xã Quế Võ                    | Thị xã Quế Võ      | Thị xã Quế Võ                                                                           | Thị xã Quế Võ | Thị xã Quế Võ                                                                       | Thị xã Quế Võ                                                                        |
| 1   | Phường Nhân Hòa (4 Khu phố)      | 2476               | Bất Phí · Đồng Chuế · Cung Kiệm                                                         | Trại Đường |                                                                                     |                                                                                      |
| 2   | Phường Bằng An (5 Khu phố)       | 1385               |                                                                                         | Sau · Đông · Yên Lâm · Chùa · Đanh                                                                                            |                                                                                     |                                                                                      |
| 3   | Phường Phù Lương (3 Khu phố)     | 1894               | Yên Đinh · Phù Lang · Hiền Lương                                                        | |                                                                                     |                                                                                      |
| 4   | Phường Bồng Lai (5 Khu phố)      | 2709               | Vũ Dương · Bồng Lai                                                                     | Tân Thịnh · Xa Loan · Cẩm Tràng                                                                                               |                                                                                     |                                                                                      |
| 5   | Phường Việt Hùng (5 Khu phố)     | 5990               | Nghiêm Xá · Lựa · Guột                                                                  | Can Vũ · Lợ |                                                                                     |                                                                                      |
| 6   | Phường Cách Bi (5 Khu phố)       | 1732               | Từ Phong                                                                                | Cách Bi · Vân Xá · Mai Cương · An Đặng                                                                                        |                                                                                     |                                                                                      |
| 7   | Phường Phố Mới (8 Khu phố)       | 2601               | Nghiêm Thôn · Đỉnh                                                                      | Khu phố 1 · Khu phố 2 · Khu phố 3 · Khu phố 4 · Khu phố 5 · Thịnh Cầu                                                         |                                                                                     |                                                                                      |
| 8   | Phường Quế Tân (6 Khu phố)       | 2412               | Lạc Xá · Quế Tân                                                                        | Đông Viên Hạ · Xuân Thủy · Lê Độ · Đông Viên Thượng                                                                           |                                                                                     |                                                                                      |
| 9   | Phường Phượng Mao (4 Khu phố)    | 9004               | Mao Lại · Mao Trung · Mao Dộc · Mao Yên                                                 | |                                                                                     |                                                                                      |
| 10  | Phường Đại Xuân (7 Khu phố)      | 3175               | Xuân Bình                                                                               | Ngư Đại · Xuân Hòa · Liễn Hạ · Vĩnh Thế · Công Cối · Liễn Thượng                                                              |                                                                                     |                                                                                      |
| 11  | Phường Phương Liễu (4 Khu phố)   | 12829              | Giang Liễu · Hà Liễu · Phương Cầu · Do Nha                                              | |                                                                                     |                                                                                      |
| 12  | Xã Chi Lăng (11 Thôn)            | 4069               |                                                                                         | | Mão · Quế Ổ · Quảng Lãm · Hán Đà                                                    | Đô Đàn · Tập Ninh · Đồng · Mai Thôn · Thủy · Đức Tái · Thị Thôn                      |
| 13  | Xã Phù Lãng (5 Thôn)             | 2503               |                                                                                         | | Đồng Sài · Phù Lãng · Đoàn Kết                                                      | An Trạch · Thủ Công                                                                  |
| 14  | Xã Yên Giả (4 Thôn)              | 1875               |                                                                                         | | La Miệt · Yên Giả · Nga Hoàng                                                       | Phương Lưu                                                                           |
| 15  | Xã Đào Viên (11 Thôn)            | 3577               |                                                                                         | | Đông Du Núi · Thành Dền · Găng · Đông                                               | Hôm · Lầy · Cổng · Thi · Phú Lão · Trong · Ngoài                                     |
| 16  | Xã Châu Phong (4 Thôn)           | 2274               |                                                                                         | | Châu Cầu · Thất Gian                                                                | Phúc Lộc · Văn Phong                                                                 |
| 17  | Xã Đức Long (6 Thôn)             | 2105               |                                                                                         | | Phả Lại · Vệ Xá · Kiều Lương                                                        | Phong Cốc · Thịnh Lai · Phú Vân                                                      |
| 18  | Xã Mộ Đạo (4 Thôn)               | 1712               |                                                                                         | | Mộ Đạo · Trúc Ổ                                                                     | Mai Ổ · Trạc Nhiệt                                                                   |
| 19  | Xã Ngọc Xá (5 Thôn)              | 4206               |                                                                                         | | Cựu Tự · Hữu Bằng · Long Khê                                                        | Phùng Dị · Kim Sơn                                                                   |
| 20  | Xã Việt Thống (5 Thôn)           | 1644               |                                                                                         | | Thống Hạ · Việt Vân                                                                 | Yên Ngô · Việt Hưng · Thống Thượng                                                   |

#### Tổng kết
| Phủ        | (1831) 5.562,39 km² | (1895) 1.705,53 km² | (1903) 1.071,71 km² | (1947) 999,76 km² | (1961) 822,71 km² | Hiện nay                      |
| ---------- | ------------------- | ------------------- | ------------------- | ----------------- | ----------------- | ----------------------------- |
| Từ Sơn     | Đông Ngàn           | Đông Ngàn           | Từ Sơn              | Từ Sơn            | Tiên Sơn          | Thành phố Từ Sơn (Bắc Ninh)   |
| Từ Sơn     | Tiên Du             | Tiên Du             | Tiên Du             | Tiên Du           | Tiên Sơn          | Tiên Du (Bắc Ninh)            |
| Từ Sơn     | Quế Dương           | Quế Dương           | Quế Dương           | Quế Dương         | Quế Võ            | Thị xã Quế Võ (Bắc Ninh)      |
| Từ Sơn     | Võ Giàng            | Võ Giàng            | Võ Giàng            | Võ Giàng          | Quế Võ            | Thị xã Quế Võ (Bắc Ninh)      |
| Từ Sơn     | Võ Giàng            | Võ Giàng            | Võ Giàng            | Thị xã Bắc Ninh   | Thị xã Bắc Ninh   | Thành phố Bắc Ninh (Bắc Ninh) |
| Từ Sơn     | Yên Phong           | Yên Phong           | Yên Phong           | Yên Phong         | Yên Phong         | Yên Phong (Bắc Ninh)          |
| Thuận An   | Thuận Thành         | Thuận Thành         | Thuận Thành         | Thuận Thành       | Thuận Thành       | Thị xã Thuận Thành (Bắc Ninh) |
| Thuận An   | Gia Bình            | Gia Bình            | Gia Bình            | Gia Lương         | Gia Lương         | Gia Bình (Bắc Ninh)           |
| Thuận An   | Lang Tài            | Lang Tài            | Lương Tài           | Gia Lương         | Gia Lương         | Lương Tài (Bắc Ninh)          |
| Thuận An   | Gia Lâm             | Gia Lâm             | Gia Lâm             | Gia Lâm           | –                 | Gia Lâm (Hà Nội)              |
| Thuận An   | Gia Lâm             | Gia Lâm             | Gia Lâm             | Gia Lâm           | –                 | Quận Long Biên (Hà Nội)       |
| Thuận An   | Văn Giang           | Văn Giang           | Văn Giang           | –                 | –                 | Văn Giang (Hưng Yên)          |
| Bắc Hà     | Tân Phúc            | Tân Phúc            | –                   | –                 | –                 |                               |
| Bắc Hà     | Kim Hoa             | Đông Khê            | –                   | –                 | –                 |                               |
| Bắc Hà     | Hiệp Hoà            | –                   | –                   | –                 | –                 |                               |
| Bắc Hà     | Việt Yên            | –                   | –                   | –                 | –                 |                               |
| Lạng Giang | Bảo Lộc             | –                   | –                   | –                 | –                 |                               |
| Lạng Giang | Phượng Nhỡn         | –                   | –                   | –                 | –                 |                               |
| Lạng Giang | Lục Ngạn            | –                   | –                   | –                 | –                 |                               |
| Lạng Giang | Yên Dũng            | –                   | –                   | –                 | –                 |                               |
| Lạng Giang | Yên Thế             | –                   | –                   | –                 | –                 |                               |
| Lạng Giang | Hữu Lũng            | –                   | –                   | –                 | –                 |                               |

### Tỉnh Bắc Ninh từ năm 2025 đến nay
Ngày 12 tháng 6 năm 2025, Quốc hội ban hành Nghị quyết số 202/2025/QH15 về việc sắp xếp đơn vị hành chính cấp tỉnh (nghị quyết có hiệu lực từ ngày 12 tháng 6 năm 2025). Theo đó, sáp nhập tỉnh Bắc Giang vào tỉnh Bắc Ninh. Sau khi sáp nhập, tỉnh Bắc Ninh có 4.718,60 km² diện tích tự nhiên và quy mô dân số là 3.619.433 người.
Ngày 16 tháng 6 năm 2025, Quốc hội ban hành Nghị quyết số 203/2025/QH15 về việc sửa đổi, bổ sung một số điều của Hiến pháp nước Cộng hòa Xã hội chủ nghĩa Việt Nam, quy định kết thúc hoạt động của toàn bộ các đơn vị hành chính cấp huyện từ ngày 01/07/2025. Toàn bộ các đơn vị hành chính cấp huyện tại tỉnh Bắc Ninh được giải thể. 
Cùng ngày 16 tháng 6 năm 2025, Ủy ban Thường vụ Quốc hội ban hành nghị quyết sắp xếp đơn vị hành chính cấp xã của tỉnh Bắc Ninh năm 2025. Toàn tỉnh có 99 đơn vị hành chính cấp xã, gồm 66 xã và 33 phường.
1. Thành lập xã Chi Lăng trên cơ sở toàn bộ xã Yên Giả và xã Chi Lăng thuộc thị xã Quế Võ.
2. Thành lập xã Phù Lãng trên cơ sở toàn bộ xã Châu Phong, xã Đức Long và xã Phù Lãng thuộc thị xã Quế Võ.
3. Thành lập xã Yên Phong trên cơ sở toàn bộ thị trấn Chờ, xã Trung Nghĩa, xã Long Châu và xã Đông Tiến thuộc huyện Yên Phong.
4. Thành lập xã Văn Môn trên cơ sở toàn bộ xã Yên Phụ, xã Đông Thọ và xã Văn Môn thuộc huyện Yên Phong.
5. Thành lập xã Tam Giang trên cơ sở toàn bộ xã Hòa Tiến và xã Tam Giang thuộc huyện Yên Phong.
6. Thành lập xã Yên Trung trên cơ sở toàn bộ xã Dũng Liệt và xã Yên Trung thuộc huyện Yên Phong.
7. Thành lập xã Tam Đa trên cơ sở toàn bộ xã Thụy Hòa, xã Đông Phong và xã Tam Đa thuộc huyện Yên Phong.
8. Thành lập xã Tiên Du trên cơ sở toàn bộ thị trấn Lim, xã Nội Duệ và xã Phú Lâm thuộc huyện Tiên Du.
9. Thành lập xã Liên Bão trên cơ sở toàn bộ xã Hiên Vân, xã Việt Đoàn và xã Liên Bão thuộc huyện Tiên Du.
10. Thành lập xã Tân Chi trên cơ sở toàn bộ xã Lạc Vệ và xã Tân Chi thuộc huyện Tiên Du.
11. Thành lập xã Đại Đồng trên cơ sở toàn bộ xã Tri Phương, xã Hoàn Sơn và xã Đại Đồng thuộc huyện Tiên Du.
12. Thành lập xã Phật Tích trên cơ sở toàn bộ xã Minh Đạo, xã Cảnh Hưng và xã Phật Tích thuộc huyện Tiên Du.
13. Thành lập xã Gia Bình trên cơ sở toàn bộ thị trấn Gia Bình, xã Xuân Lai, xã Quỳnh Phú và xã Đại Bái thuộc huyện Gia Bình.
14. Thành lập xã Nhân Thắng trên cơ sở toàn bộ thị trấn Nhân Thắng, xã Thái Bảo và xã Bình Dương thuộc huyện Gia Bình.
15. Thành lập xã Đại Lai trên cơ sở toàn bộ xã Song Giang và xã Đại Lai thuộc huyện Gia Bình.
16. Thành lập xã Cao Đức trên cơ sở toàn bộ xã Vạn Ninh và xã Cao Đức thuộc huyện Gia Bình.
17. Thành lập xã Đông Cứu trên cơ sở toàn bộ xã Giang Sơn, xã Lãng Ngâm và xã Đông Cứu thuộc huyện Gia Bình.
18. Thành lập xã Lương Tài trên cơ sở toàn bộ thị trấn Thứa, xã Phú Hòa và xã Tân Lãng thuộc huyện Lương Tài.
19. Thành lập xã Lâm Thao trên cơ sở toàn bộ xã Bình Định, xã Quảng Phú và xã Lâm Thao thuộc huyện Lương Tài.
20. Thành lập xã Trung Chính trên cơ sở toàn bộ xã Phú Lương, xã Quang Minh và xã Trung Chính thuộc huyện Lương Tài.
21. Thành lập xã Trung Kênh trên cơ sở toàn bộ xã An Thịnh, xã An Tập và xã Trung Kênh thuộc huyện Lương Tài.
22. Thành lập xã Đại Sơn trên cơ sở toàn bộ xã Giáo Liêm, xã Phúc Sơn và xã Đại Sơn thuộc huyện Sơn Động.
23. Thành lập xã Sơn Động trên cơ sở toàn bộ thị trấn An Châu, xã An Bá và xã Vĩnh An thuộc huyện Sơn Động.
24. Thành lập xã Tây Yên Tử trên cơ sở toàn bộ thị trấn Tây Yên Tử và xã Thanh Luận thuộc huyện Sơn Động.
25. Thành lập xã Dương Hưu trên cơ sở toàn bộ xã Long Sơn và xã Dương Hưu thuộc huyện Sơn Động.
26. Thành lập xã Yên Định trên cơ sở toàn bộ xã Cẩm Đàn và xã Yên Định thuộc huyện Sơn Động.
27. Thành lập xã An Lạc trên cơ sở toàn bộ xã Lệ Viễn và xã An Lạc thuộc huyện Sơn Động.
28. Thành lập xã Vân Sơn trên cơ sở toàn bộ xã Hữu Sản và xã Vân Sơn thuộc huyện Sơn Động.
29. Thành lập xã Biển Động trên cơ sở toàn bộ thị trấn Biển Động, xã Kim Sơn và xã Phú Nhuận thuộc huyện Lục Ngạn.
30. Thành lập xã Lục Ngạn trên cơ sở toàn bộ thị trấn Phì Điền, xã Giáp Sơn, xã Đồng Cốc, xã Tân Hoa và xã Tân Quang thuộc huyện Lục Ngạn.
31. Thành lập xã Đèo Gia trên cơ sở toàn bộ xã Tân Lập và xã Đèo Gia thuộc huyện Lục Ngạn.
32. Thành lập xã Sơn Hải trên cơ sở toàn bộ xã Hộ Đáp và xã Sơn Hải thuộc huyện Lục Ngạn.
33. Thành lập xã Tân Sơn trên cơ sở toàn bộ xã Cấm Sơn và xã Tân Sơn thuộc huyện Lục Ngạn.
34. Thành lập xã Biên Sơn trên cơ sở toàn bộ xã Phong Vân, xã Biên Sơn và Trường bắn TB1 thuộc huyện Lục Ngạn.
35. Thành lập xã Sa Lý trên cơ sở toàn bộ xã Phong Minh và xã Sa Lý thuộc huyện Lục Ngạn.
36. Thành lập xã Nam Dương trên cơ sở toàn bộ xã Tân Mộc thuộc huyện Lục Ngạn và xã Nam Dương thuộc thị xã Chũ.
37. Thành lập xã Kiên Lao trên cơ sở toàn bộ xã Kiên Thành và xã Kiên Lao thuộc thị xã Chũ.
38. Thành lập xã Lục Sơn trên cơ sở toàn bộ xã Bình Sơn và xã Lục Sơn thuộc huyện Lục Nam.
39. Thành lập xã Trường Sơn trên cơ sở toàn bộ xã Vô Tranh và xã Trường Sơn thuộc huyện Lục Nam.
40. Thành lập xã Cẩm Lý trên cơ sở toàn bộ xã Đan Hội và xã Cẩm Lý thuộc huyện Lục Nam.
41. Thành lập xã Đông Phú trên cơ sở toàn bộ xã Đông Hưng và xã Đông Phú thuộc huyện Lục Nam.
42. Thành lập xã Nghĩa Phương trên cơ sở toàn bộ xã Trường Giang, xã Huyền Sơn và xã Nghĩa Phương thuộc huyện Lục Nam.
43. Thành lập xã Lục Nam trên cơ sở toàn bộ thị trấn Phương Sơn, thị trấn Đồi Ngô, xã Cương Sơn, xã Tiên Nha và xã Chu Điện thuộc huyện Lục Nam.
44. Thành lập xã Bắc Lũng trên cơ sở toàn bộ xã Yên Sơn, xã Lan Mẫu, xã Khám Lạng và xã Bắc Lũng thuộc huyện Lục Nam.
45. Thành lập xã Bảo Đài trên cơ sở toàn bộ xã Bảo Sơn, xã Thanh Lâm, xã Tam Dị và xã Bảo Đài thuộc huyện Lục Nam.
46. Thành lập xã Lạng Giang trên cơ sở toàn bộ thị trấn Vôi, xã Xương Lâm, xã Hương Lạc và xã Tân Hưng thuộc huyện Lạng Giang.
47. Thành lập xã Mỹ Thái trên cơ sở toàn bộ xã Xuân Hương, xã Dương Đức, xã Tân Thanh và xã Mỹ Thái thuộc huyện Lạng Giang.
48. Thành lập xã Kép trên cơ sở toàn bộ thị trấn Kép, xã Quang Thịnh và xã Hương Sơn thuộc huyện Lạng Giang.
49. Thành lập xã Tân Dĩnh trên cơ sở toàn bộ xã Tân Dĩnh, xã Thái Đào và xã Đại Lâm thuộc huyện Lạng Giang.
50. Thành lập xã Tiên Lục trên cơ sở toàn bộ xã Đào Mỹ, xã Nghĩa Hòa, xã An Hà, xã Nghĩa Hưng và xã Tiên Lục thuộc huyện Lạng Giang.
51. Thành lập xã Yên Thế trên cơ sở toàn bộ thị trấn Phồn Xương, xã Đồng Lạc, xã Đồng Tâm, xã Tân Hiệp và xã Tân Sỏi thuộc huyện Yên Thế.
52. Thành lập xã Bố Hạ trên cơ sở toàn bộ thị trấn Bố Hạ, xã Đông Sơn và xã Hương Vĩ thuộc huyện Yên Thế.
53. Thành lập xã Đồng Kỳ trên cơ sở toàn bộ xã Đồng Hưu, xã Đồng Vương và xã Đồng Kỳ thuộc huyện Yên Thế.
54. Thành lập xã Xuân Lương trên cơ sở toàn bộ xã Đồng Tiến, xã Canh Nậu và xã Xuân Lương thuộc huyện Yên Thế.
55. Thành lập xã Tam Tiến trên cơ sở toàn bộ xã Tiến Thắng, xã An Thượng và xã Tam Tiến thuộc huyện Yên Thế.
56. Thành lập xã Tân Yên trên cơ sở toàn bộ thị trấn Cao Thượng, xã Cao Xá, xã Việt Lập và xã Ngọc Lý thuộc huyện Tân Yên.
57. Thành lập xã Ngọc Thiện trên cơ sở toàn bộ xã Song Vân, xã Ngọc Châu, xã Ngọc Vân, xã Việt Ngọc và xã Ngọc Thiện thuộc huyện Tân Yên.
58. Thành lập xã Nhã Nam trên cơ sở toàn bộ thị trấn Nhã Nam, xã Tân Trung, xã Liên Sơn và xã An Dương thuộc huyện Tân Yên.
59. Thành lập xã Phúc Hòa trên cơ sở toàn bộ xã Hợp Đức, xã Liên Chung và xã Phúc Hòa thuộc huyện Tân Yên.
60. Thành lập xã Quang Trung trên cơ sở toàn bộ xã Lam Sơn và xã Quang Trung thuộc huyện Tân Yên.
61. Thành lập xã Hợp Thịnh trên cơ sở toàn bộ xã Thường Thắng, xã Mai Trung, xã Hùng Thái, xã Sơn Thịnh và xã Hợp Thịnh thuộc huyện Hiệp Hòa.
62. Thành lập xã Hiệp Hòa trên cơ sở toàn bộ thị trấn Thắng, xã Đông Lỗ, xã Đoan Bái, xã Danh Thắn và xã Lương Phong thuộc huyện Hiệp Hòa.
63. Thành lập xã Hoàng Vân trên cơ sở toàn bộ xã Đồng Tiến, xã Toàn Thắng, xã Ngọc Sơn và xã Hoàng Vân thuộc huyện Hiệp Hòa.
64. Thành lập xã Đồng Việt trên cơ sở toàn bộ xã Đức Giang, xã Đồng Phúc và xã Đồng Việt thuộc thành phố Bắc Giang.
65. Thành lập xã Xuân Cẩm trên cơ sở toàn bộ thị trấn Bắc Lý, xã Hương Lâm, xã Mai Đình, xã Châu Minh và xã Xuân Cẩm thuộc huyện Hiệp Hòa.
66. Thành lập phường Kinh Bắc trên cơ sở toàn bộ phường Suối Hoa, phường Tiền Ninh Vệ, phường Vạn An, phường Hòa Long, phường Khúc Xuyên và phường Kinh Bắc thuộc thành phố Bắc Ninh.
67. Thành lập phường Võ Cường trên cơ sở toàn bộ phường Đại Phúc, phường Phong Khê và phường Võ Cường thuộc thành phố Bắc Ninh.
68. Thành lập phường Vũ Ninh trên cơ sở toàn bộ phường Kim Chân, phường Đáp Cầu, phường Thị Cầu và phường Vũ Ninh thuộc thành phố Bắc Ninh.
69. Thành lập phường Hạp Lĩnh trên cơ sở toàn bộ phường Khắc Niệm và phường Hạp Lĩnh thuộc thành phố Bắc Ninh.
70. Thành lập phường Nam Sơn trên cơ sở toàn bộ phường Vân Dương và phường Nam Sơn thuộc thành phố Bắc Ninh.
71. Thành lập phường Từ Sơn trên cơ sở toàn bộ phường Đông Ngàn, phường Tân Hồng, phường Phù Chẩn và phường Đình Bảng thuộc thành phố Từ Sơn.
72. Thành lập phường Tam Sơn trên cơ sở toàn bộ phường Tương Giang và phường Tam Sơn thuộc thành phố Từ Sơn.
73. Thành lập phường Đồng Nguyên trên cơ sở toàn bộ phường Trang Hạ, phường Đồng Kỵ và phường Đồng Nguyên thuộc thành phố Từ Sơn.
74. Thành lập phường Phù Khê trên cơ sở toàn bộ phường Châu Khê, phường Hương Mạc và phường Phù Khê thuộc thành phố Từ Sơn.
75. Thành lập phường Thuận Thành trên cơ sở toàn bộ phường Hồ, phường Song Hồ, phường Gia Đông và xã Đại Đồng Thành thuộc thị xã Thuận Thành.
76. Thành lập phường Mão Điền trên cơ sở toàn bộ phường An Bình, xã Hoài Thượng và xã Mão Điền thuộc thị xã Thuận Thành.
77. Thành lập phường Trạm Lộ trên cơ sở toàn bộ phường Trạm Lộ và xã Nghĩa Đạo thuộc thị xã Thuận Thành.
78. Thành lập phường Trí Quả trên cơ sở toàn bộ phường Thanh Khương, phường Trí Quả và xã Đình Tổ thuộc thị xã Thuận Thành.
79. Thành lập phường Song Liễu trên cơ sở toàn bộ phường Xuân Lâm, phường Hà Mãn, xã Ngũ Thái và xã Song Liễu thuộc thị xã Thuận Thành.
80. Thành lập phường Ninh Xá trên cơ sở toàn bộ phường Ninh Xá và xã Nguyệt Đức thuộc thị xã Thuận Thành.
81. Thành lập phường Quế Võ trên cơ sở toàn bộ phường Phố Mới, phường Bằng An, phường Việt Hùng và phường Quế Tân thuộc thị xã Quế Võ.
82. Thành lập phường Phương Liễu trên cơ sở toàn bộ phường Phượng Mao và phường Phương Liễu thuộc thị xã Quế Võ.
83. Thành lập phường Nhân Hòa trên cơ sở toàn bộ phường Đại Xuân, phường Nhân Hòa và xã Việt Thống thuộc thị xã Quế Võ.
84. Thành lập phường Đào Viên trên cơ sở toàn bộ phường Phù Lương, xã Ngọc Xá và xã Đào Viên thuộc thị xã Quế Võ.
85. Thành lập phường Bồng Lai trên cơ sở toàn bộ phường Cách Bi, phường Bồng Lai và xã Mộ Đạo thuộc thị xã Quế Võ.
86. Thành lập phường Chũ trên cơ sở toàn bộ phường Thanh Hải, phường Hồng Giang, phường Trù Hựu và phường Chũ thuộc thị xã Chũ.
87. Thành lập phường Phượng Sơn trên cơ sở toàn bộ phường Phượng Sơn, xã Quý Sơn và xã Mỹ An thuộc thị xã Chũ.
88. Thành lập phường Tự Lan trên cơ sở toàn bộ phường Tự Lạn, xã Việt Tiến, xã Thượng Lan và xã Hương Mai thuộc thị xã Việt Yên.
89. Thành lập phường Việt Yên trên cơ sở toàn bộ phường Bích Động, phường Hồng Thái, xã Minh Đức và xã Nghĩa Trung thuộc thị xã Việt Yên.
90. Thành lập phường Nếnh trên cơ sở toàn bộ phường Quang Châu, phường Vân Trung, phường Tăng Tiến và phường Nếnh thuộc thị xã Việt Yên.
91. Thành lập phường Vân Hà trên cơ sở toàn bộ phường Ninh Sơn, phường Quảng Minh, xã Tiên Sơn, xã Trung Sơn và xã Vân Hà thuộc thị xã Việt Yên.
92. Thành lập phường Bắc Giang trên cơ sở toàn bộ phường Thọ Xương, phường Ngô Quyền, phường Xương Giang, phường Hoàng Văn Thụ, phường Trần Phú, phường Dĩnh Kế và phường Dĩnh Trì thuộc thành phố Bắc Giang.
93. Thành lập phường Đa Mai trên cơ sở toàn bộ phường Tân Mỹ, phường Mỹ Độ, phường Song Mai, phường Đa Mai và xã Quế Nham thuộc thành phố Bắc Giang.
94. Thành lập phường Tiền Phong trên cơ sở toàn bộ phường Nội Hoàng, phường Song Khê, phường Đồng Sơn và phường Tiền Phong thuộc thành phố Bắc Giang.
95. Thành lập phường Tân An trên cơ sở toàn bộ phường Tân An, xã Quỳnh Sơn, xã Trí Yên và xã Lãng Sơn thuộc thành phố Bắc Giang.
96. Thành lập phường Yên Dũng trên cơ sở toàn bộ phường Tân Liễu, phường Nham Biền và xã Yên Lư thuộc thành phố Bắc Giang.
97. Thành lập phường Tân Tiến trên cơ sở toàn bộ phường Hương Gián, phường Tân Tiến và xã Xuân Phú thuộc thành phố Bắc Giang.
98. Thành lập phường Cảnh Thụy trên cơ sở toàn bộ phường Cảnh Thụy, xã Tiến Dũng và xã Tư Mại thuộc thành phố Bắc Giang.
99. Giữ nguyên xã Tuấn Đạo thuộc huyện Sơn Động.